# Monte Real
Monte Real est une freguesia portugaise située dans le District de Leiria.
Avec une superficie de 12,23 km2 et une population de 2 778 habitants (2001), la paroisse possède une densité de 227,1 hab/km2.